# Riccardo Pentimalli
Riccardo Pentimalli (Palmi, 29 febbraio 1884 – Venezia, 23 maggio 1953) è stato un generale italiano.

## Biografia
Nacque a Palmi il 29 febbraio 1884, figlio di Luigi e di Giuseppina Contestabile. Terminata la Regia Accademia Militare di Artiglieria e Genio di Torino, partecipò alla spedizione di conquista della Libia come sottotenente di artiglieria. Allo scoppio della prima guerra mondiale, con il grado di capitano, fu assegnato al forte di Punta Corbin posto a difesa della Val d'Astico e successivamente, passato agli ordini della 4ª Armata, combatté nel nord-est dell'Italia fino alla vittoria.
Il 3 novembre 1918, con salvacondotto del Comando supremo firmato dal generale Pietro Badoglio, fu inviato a Vienna in qualità di membro della commissione armistiziale. Al rientro dall'Austria, dapprima ebbe il comando del 5º Reggimento artiglieria da campagna e poi quello della Scuola di artiglieria di Bra. Successivamente, durante la guerra d'Etiopia, ricoprì la carica di Capo di stato maggiore del II Corpo d'armata.
Scoppiata la seconda guerra mondiale, nel marzo 1941, in Albania, portò la 32ª Divisione fanteria "Marche", in suo comando del 1º febbraio 1940. Assunto il comando del raggruppamento formato dalla sua divisione, dal gruppo carri della 131ª Divisione corazzata "Centauro" e da reparti di "camicie nere", ottenne lo sfondamento del fronte jugoslavo e occupò Cattaro, Ragusa e Spalato.
In conseguenza dell'attacco da lui predisposto e coordinato, la Jugoslavia inviò al suo comando avanzato una delegazione che offrì la resa delle proprie forze armate e la cessazione delle ostilità. A seguito di questi avvenimenti fu decorato di medaglia d'argento al valor militare.
Grazie ad alcune operazioni di rastrellamento e di "intelligence" effettuate da reparti della divisione "Marche" ai suoi ordini, fu individuata in una caverna una cospicua parte delle riserve auree jugoslave: 1.120 casse contenenti circa 56 tonnellate di oro in barre e monete. Dopo aver depistato tedeschi e inglesi, il generale Pentimalli - che rifiutò di avanzare qualsiasi pretesa di ricompensa per tale enorme preda bellica - trasferì l'oro, via terra, a Trieste, consegnandolo ai rappresentanti della Banca d'Italia.
Nella fine giugno 1941 (esattamente il 26) rientrò in Italia e a Perugia assunse (dal 13 agosto) il comando della nascente 151ª Divisione fanteria "Perugia" che nel dicembre successivo portò nei Balcani, prima in Croazia e Montenegro e poi in Albania partecipando alla lotta antipartigiana. Nell'agosto 1943, promosso generale di corpo d'armata, rientrò in Italia.
Il 30 agosto 1943 gli fu assegnato il comando del XIX Corpo d'armata, incaricato della difesa della Campania. Nelle visite ufficiali ai suoi diretti superiori - il generale d'armata Arisio e il comandante del Gruppo d'armate Sud, Umberto di Savoia - egli non fu in alcun modo preallertato dell'imminente proclamazione dell'armistizio. Nonostante i termini dell'armistizio fossero già stati concordati con gli anglo-americani e nonostante ne fosse prevista la firma per il giorno successivo a quello del suo incontro con il principe ereditario, non gli fu detta una sola parola al riguardo.
Egli assunse materialmente il comando del XIX Corpo d'armata il 3 settembre 1943, esattamente lo stesso giorno della sottoscrizione segreta dell'armistizio e 5 giorni prima della sua proclamazione ufficiale. Suo subordinato era il generale di brigata Ettore Deltetto, comandante della Difesa territoriale di Napoli.
Dopo l'8 settembre l'intero esercito italiano si dissolse. Il XIX Corpo d'armata, formato in larga parte da truppe territoriali, non fece eccezione: la stragrande maggioranza dei soldati tornò alle proprie case e anche Napoli cadde in mano ai tedeschi come il resto dell'Italia.
Il generale Pentimalli, fu accusato di collaborazionismo e della mancata difesa di Napoli che fu l'ultima grande città italiana a cadere in mano tedesca. Per l'accusa di collaborazionismo fu lo stesso Alto Commissario per la punizione dei delitti fascisti a proscioglierlo "perché il fatto non sussiste" ma, processato per "abbandono di comando", con sentenza dichiarata inappellabile, il 24 dicembre 1944 fu condannato dall'Alta Corte di Giustizia a 20 anni di reclusione perché, nonostante venisse riconosciuta "la schiacciante superiorità delle forze germaniche" i difensori italiani avrebbero potuto fare "qualcosa di più e meglio". L'inappellabilità però inficiava la legittimità formale della sentenza, e il 27 dicembre 1945 la Corte Suprema di Cassazione - sezioni unite penali - stabilì che le sentenze dell'Alta Corte erano inappellabili solo se "giuste", riconobbe che in precedenza v'era stata "l'inosservanza di quel minimo di elementi che garantiscono il regolare svolgimento di un processo", annullò la sentenza dell'Alta Corte e ordinò la sua immediata scarcerazione.
Pertanto Pentimalli venne completamente riabilitato e collocato in pensione con rivalutazione di arretrati ed emolumenti spettanti, cosa che non successe a Deltetto che morì nel carcere di Procida.
Ammalatosi di tumore, si spense a Venezia il 23 maggio 1953.